# 维勒尿素合成
Wöhler尿素合成是氰酸铵（NH4NCO，或称异氰酸铵）重排为尿素（(NH2)2CO）的化学反应，由弗里德里希·维勒于1828年发现。

## 历史
维勒从1824年开始研究氰酸铵，他的初衷原本是要合成氰酸铵，但他发现混合氰酸和氨水后蒸乾溶液得到的固体并不是氰酸铵，到了1828年他终于证明出这个实验产物是尿素。于是他又用氰酸银与氯化铵反应，用氰酸铅与氨反应，以及用氰酸汞、氰酸和氨反应，结果反应后都得到了尿素，与之前的结论相吻合。 维勒将这个发现以论文的形式发表在1828年的《物理学和化学年鉴》上。
维勒的这个发现有重大的历史意义，它有力地证明了有机物是可以从无机物合成的，从而推翻了当时阻碍化学发展的生命力論。
现今这个实验常成为课堂上的演示实验，具体步骤是将氰酸钾与氯化铵溶液混合加热然后冷却。反应后产生的尿素可以通过加入草酸来鉴别，尿素可与草酸生成白色不溶性的草酸脲（Urea oxalate）。

## 反应機制
这个反应的機制还不是很清楚，一般认为是氰酸铵先分解为氰酸和氨，然后氨再对氰酸进行亲核加成，生成异尿素，经互变异构得到尿素。反应是可逆的，在溶液中大约有5％的氰酸铵。
{\displaystyle \mathrm {NH_{4}(OCN)\rightarrow NH_{3}+HNCO\leftrightarrow (NH_{2})_{2}CO} }